# Walt Simonson

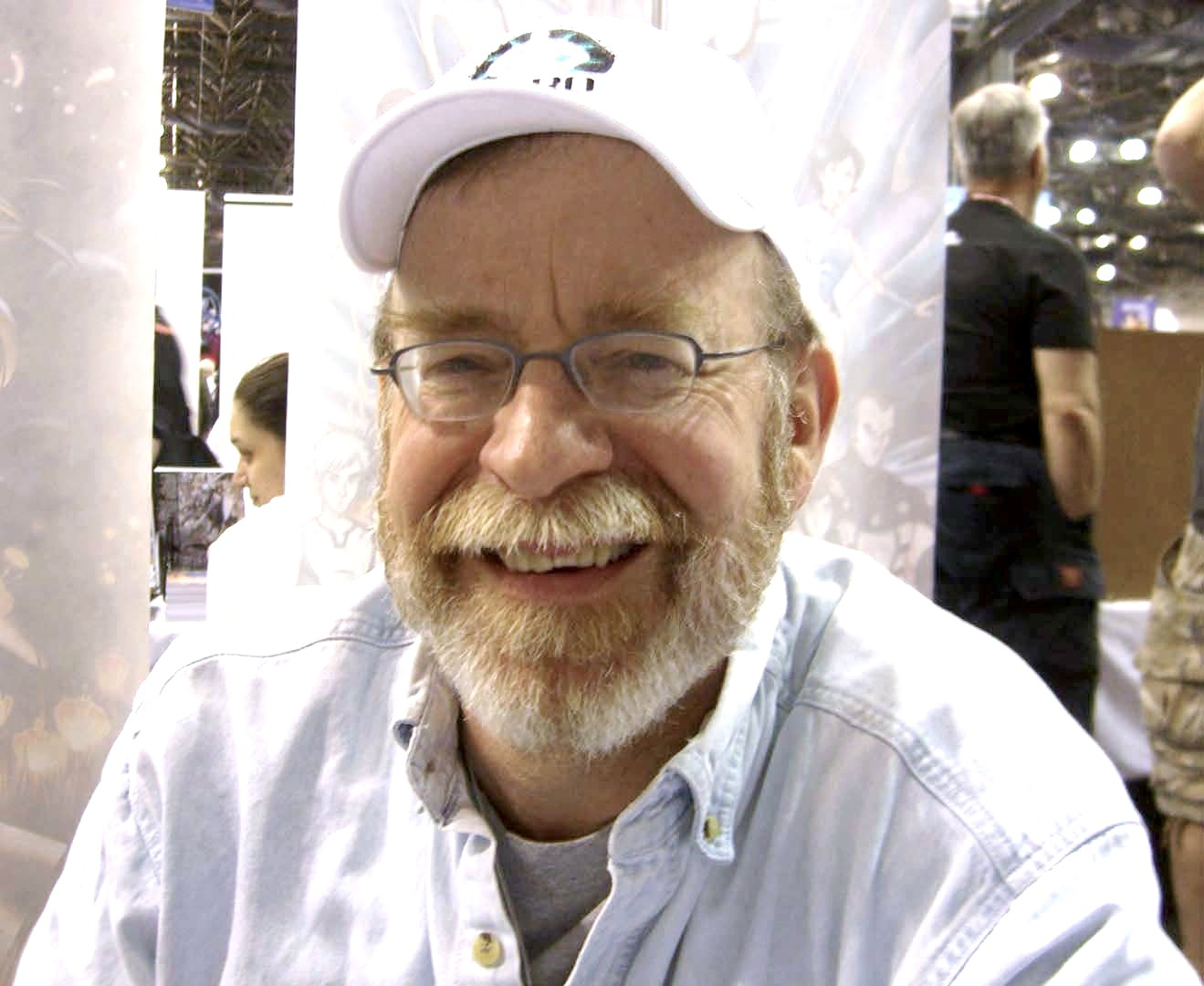
Walt Simonson (2008)

Walter „Walt“ Simonson (* 2. September 1946) ist ein US-amerikanischer Comicautor und -zeichner.

## Leben und Werk
Nach dem Studium der Geologie am Amherst College begann Simonson in den späten 1960er Jahren sich an der Rhode Island School of Design zum akademischen Zeichner ausbilden zu lassen. Seine Abschlussarbeit (1973), die in Schwarz-Weiß gehaltene Weltraumgeschichte „The Star Slammers“, wurde dabei als dermaßen gelungen bewertet, dass sie von den Veranstaltern der World Science Fiction Convention in Washington D.C. als Werbecomic benutzt wurde. Thema und Szenario von Star Slammers griff Simonson später noch zwei Mal auf: Einmal in einem graphischen Roman der von Epic Comics publiziert wurde und in den 1990er Jahren in einer zunächst bei Malibu Comics (Teile 1–4) und dann bei Dark Horse Comics (Teil 5) erschienenen Miniserie. Noch im selben Jahr erhielt Simonson den renommierten Shazam Award in der Kategorie „Bester Neuer Künstler“ zugesprochen.
Im weiteren Verlauf der 1970er Jahre betätigte Simonson sich einerseits als Illustrator für den Buchverlag Harry N. Abrams, für den er unter anderem eine Ausgabe von Tolkiens Fantasyroman Der Hobbit bebilderte, zum anderen als Zeichner für die großen amerikanischen Comicverlage DC-Comics und Marvel-Comics. Bei DC gestaltete Simonson zunächst Kriegsgeschichten. Seinen künstlerischen Durchbruch erlebte er schließlich mit der mit drei Shazam-Preisen in der Kategorie „Beste Kurzgeschichte“ ausgezeichneten Reihe „Manhunter“, die einen traditionellen Stoff der Kriminalliteratur – der Agent in geheimer Mission – mit Motiven der fernöstlichen Kampfkünste und Philosophie verband. Die Manhunter-Geschichten, die Simonson zeichnete und gemeinsam mit dem Autor Archie Goodwin verfasste, wurden zunächst als Backup-Reihe in der Serie Detective Comics veröffentlicht, erlebten später aber auch zahlreiche Nachdrucke in Form von gebundenen Sammelbänden. Weitere Arbeiten, die Simonson in den 1970er Jahren für DC ablieferte, waren Zeichnungen für die Serie Metal Men und für einige von Steve Engleharts Batmangeschichten der Serie Detective Comics.
Nachdem Simonson 1979 – erneut in Kollaboration mit Goodwin – die Comicadaption von Ridley Scotts Sci-Fi-Klassiker Alien übernommen hatte, wechselte er in den frühen 1980er Jahren zu Marvel Comics. Dort legte er in den 1980ern vielbeachtete Geschichten für die Serien The Mighty Thor und X-Factor vor, die noch heute als Höhepunkte der jeweiligen Serien gelten. Künstlerische Partnerin war dabei bisweilen seine spätere Ehefrau, Louise Simonson. Eine entscheidende Wendung in seinem künstlerischen Schaffensprozess stellen die Geschichten für Thor und X-Factor vor allem auch deswegen dar, weil Simonson dort erstmals auf regulärer Basis als Autor der von ihm visualisierten Geschichten in Erscheinung trat.
In den 1990er Jahren folgten Arbeiten an der Marvel-Serie Fantastic Four. Von 2000 bis 2002 betreute Simonson die bei DC erschienene Science-Fiction-Serie Orion die dem Kosmos der von Simonsons großem künstlerischen Vorbild Jack Kirby entwickelten Fourth-World-Mythologie, dem monumentalen Versuch ein komplettes mythologisches System nach dem Vorbild der natürlich gewachsenen griechisch-römischen oder der nordischen Mythologie künstlich nachzubilden, zugehört. Es folgten Arbeiten an den Serien Wonder Woman (2003) und Hawkgirl (2006). Seine künstlerischen Partner waren dabei die Zeichner Jerry Ordway beziehungsweise Howard Chaykin.
2002 legte Simonson mit Will Eisner, Mike Mignola und anderen das Buch Panel Discussions vor, ein Sachbuch mit Anweisungen zur zeichnerischen Nachahmung von Bewegungsvorgängen in Comics und Zeichentrick.
2018 wurde der Asteroid (53237) Simonson nach ihm benannt.